# Coniopteryx (Coniopteryx) stenoptera
Coniopteryx (Coniopteryx) stenoptera is een insect uit de familie van de dwerggaasvliegen (Coniopterygidae), die tot de orde netvleugeligen (Neuroptera) behoort. 
Coniopteryx (Coniopteryx) stenoptera is voor het eerst wetenschappelijk beschreven door Monserrat in 1989.